# Hypocaccus schmidti
Hypocaccus schmidti är en skalbaggsart som först beskrevs av André Théry 1897.  Hypocaccus schmidti ingår i släktet Hypocaccus och familjen stumpbaggar. Inga underarter finns listade i Catalogue of Life.